# Ice Climber
Ice Climber (アイスクライマー, Aisu Kuraimā) est un jeu vidéo de plates-formes développé par Nintendo R&D1 et édité par Nintendo, sorti sur arcade en 1984, sur Nintendo Entertainment System en 1985, puis sur Famicom Disk System en 1988. La version arcade est appelée Vs. Ice Climber. La version Game and Watch se nomme Climber et fut sortie en 1986.

## Système de jeu

### Généralités
Ice Climber est un jeu de plates-formes dont les niveaux défilent vers le haut dans lequel le joueur doit escalader des montagnes sans tomber pour détruire un condor diabolique. Dans son chemin, le joueur peut rencontrer trois types d'ennemis différents, dont entre-autres des ours polaires. Le jeu est jouable à un ou deux joueurs (chaque joueur contrôle alors Popo et Nana dans une course au sommet).

### Personnages
Le joueur a la possibilité de contrôler deux personnages vêtus de tenues d'Inuits : un garçon, Popo, habillé en bleu, et une fille, Nana, habillée en rose. Chacun d'entre eux est équipé d'un maillet pour les aider à évoluer jusqu'au sommet de la montagne.

## Accueil
Lors de la sortie du jeu en Amérique du Nord sur Nintendo Entertainment System, le magazine américain Computer Entertainer décrit le jeu comme  « addictif » pour les fans de jeux d'escalade. Il attribue des notes de 3,5/10 pour les graphismes et le gameplay. Il souligne que le jeu peut captiver le joueur pendant des heures et loue la variété des niveaux. Le magazine Génération 4 déclare: « Jeu bien sympathique, avec toujours la petite note d'humour fidèle à Nintendo. »

## Postérité
Ice Climber est déblocable dans le jeu Animal Crossing, sorti en 2001 sur GameCube, en scannant une carte à l'aide de l'accessoire Nintendo e-Reader. Le jeu a été réédité le 9 septembre 2004 sur Game Boy Advance dans la série NES Classics, reprenant le design original du jeu de 1985.
Les personnages Popo et Nana sont également jouables dans le jeu de combat Super Smash Bros. Melee sur GameCube, et dans la suite, Super Smash Bros. Brawl sur la Wii, mais ne font pas leur retour dans Super Smash Bros. for Nintendo 3DS / for Wii U à cause d'un manque de puissance de la Nintendo 3DS, bien qu'ils fussent initialement prévus. Ils sont néanmoins retrouvables en tant que trophée. Enfin, ils sont jouables dans Super Smash Bros. Ultimate sur Nintendo Switch.
Ice Climber fait partie de la liste des dix jeux du programme ambassadeur de la Nintendo 3DS.